# Список замков Ист-Лотиана
Ниже представлен список замков в округе Ист-Лотиан, Шотландия.
| Название                                      | Тип                                 | Дата постройки | Состояние     | Изображение | Владение                           | Примечания |
| --------------------------------------------- | ----------------------------------- | -------------- | ------------- | ----------- | ---------------------------------- | --- |
| Замок Олдам (англ. Auldhame Castle)           | рыцарская башня                     | XVI в.         | руины         |             |                                    | Скорее всего построен сэром Адамом Оттерберном из Рейдхолла (ум. 1548), лордом-мэром Эдинбурга. |
| Замок Балленкрифф (англ. Ballencrieff Castle) | рыцарская башня                     | 1507           | восстановлен  |             | частная собственность              | Разрушен в 1545 году. Восстановлен во второй половине XVII века; сгорел в 1868 году. Отремонтирован в 1992—1997 годах. Ныне рядом со свинофермой. |
| Замок Барнс (англ. Barnes Castle)             | замок (не завершён)                 | конец XVI в.   | руины         |             |                                    | С конца XVI века во владении сэра Джона Сетона из Барнса (ум. 1594), сына Джорджа Сетона, 7-го лорда Сетон. Строительство замка не было завершено. Продан в 1713 году.                                                                                           |
| Замок Басс (англ. Bass Castle)                | крепость                            | XVI в.         | руины         |             |                                    | Разобран в 1902 году на камень для маяка. Открыт для посещения (лодочные туры). |
| Чёрный замок (англ. Black Castle)             | неизвестно                          | Средние века   | не сохранился |             |                                    | Фрагменты руин ещё были видны до начала XIX века. |
| Замок Байрс (англ. Byres Castle)              | неизвестно                          | XIII в.        | не сохранился |             |                                    | Принадлежал клану Линдси. Ныне замком ошибочно называют старую фермерскую постройку. |
| Замок Дирлетон (англ. Dirleton Castle)        | крепость                            | 1240           | руины         |             | Агентство «Историческая Шотландия» | Частично разрушен по приказу Роберта Брюса. Заброшен в середине XVII века. Последние владельцы, Несбитты, передали его государству в 1923 году. Открыт для публики.                                                                                              |
| Замок Данбар (англ. Dunbar Castle)            | крепость                            | ок. 1070       | руины         |             |                                    | Построен Госпатриком, графом Нортумбрии. Был во владении графов Данбар. Разрушен в 1457 году, но позднее восстановлен Яковом IV. Разрушен в 1567 году по распоряжению Шотландского правительства.                                                                |
| Замок Фасайд (англ. Fa’side Castle)           | рыцарская башня                     | XV в.          | восстановлен  |             | частная собственность              | Земли были захвачены Робертом Брюсом и подарены Сетоном, которые в 1371 году продали их Фосайдам. К XIX веку пришёл в упадок. Перепродан и восстановлен в 1976—1982 годах. Ныне конный завод и пансион.                                                          |
| Башня Фентон (англ. Fenton Tower)             | рыцарская башня                     | 1587           | восстановлен  |             | частная собственность              | Король Шотландии Яков VI несколько раз останавливался в замке, в том числе в мае 1592 года вместе с Анной Датской. Ныне гостиница. |
| Замок Гамельшил (англ. Gamelshiel Castle)     | рыцарская башня                     | XIV в.         | руины         |             |                                    | Земли Гамельшила принадлежали семье Форрест в XVI веке и Хаусам в XVII веке. |
| Замок Гарлетон (англ. Garleton Castle)        | четырёхугольный замок               | XVI в.         | руины         |             | частная собственность              | Сперва принадлежал клану Линдси, затем Тауэрам из Иннерлайтена, после продан Сетоном. В 1885 году описывался как «фрагментарные руины». |
| Замок Хейлс (англ. Hailes Castle)             | замок                               | XIV в.         | руины         |             | Агентство «Историческая Шотландия» | Построен Гуго де Гурли. Землями владела семья Хепберн. В 1451 году Патрик Хепберн стал 1-м лордом Хейлс. Частично разрушен после битвы при Данбаре (1650). |
| Замок Иннервик (англ. Innerwick Castle)       | рыцарская башня                     | XIV в.         | руины         |             | частная собственность              | Принадлежал Стюартам и Гамильтонам. Захвачен и разрушен в 1547 году Эдуардом Сеймуром, 1-м герцогом Сомерсет. В XVII веке был в хорошем состоянии, использовался Ковенантерами.                                                                                  |
| Кейт-Маришаль (англ. Keith Marischal)         | особняк в стиле шотландских баронов | до 1589        | перестроен    |             | частная собственность              | Рыцарская башня построена Джорджем Кейтом, 5-м графом Маришаль на месте более ранней постройки. В конце XVII века куплен маркизом Линлитгоу. Во второй половине XIX века расширен. Несколько раз перепродавался. Частная резиденция.                             |
| Замок Килспинди (англ. Kilspindie Castle)     | рыцарская башня                     | после 1558     | руины         |             |                                    | Земли принадлежали Дугласам. Более ранний замок разрушен в XVI веке, а перестроенная башня разобрана в XVIII веке. |
| Замок Леннокслов (англ. Lennoxlove House)     | рыцарская башня                     | XV в.          | сохранился    |             | Герцог Гамильтон                   | Первоначально известен как замок Летингтон; несколько раз расширялся, в основном в XVII, XIX и XX веках. Приобретён Дугласом Дуглас-Гамильтоном, 14-м герцогом Гамильтон в 1946 году. Частная резиденция. В летнее время открыт для публики.                     |
| Замок Лаффнесс (англ. Luffness Castle)        | рыцарская башня                     | XVI в.         | перестроен    |             | частная собственность              | Изначально земли были во владении графов Данбар. Первый замок на этом месте был построен в XIII веке. В 1739 году приобретён Чарльзом Хоупом, 1-м графом Хоуптоун. До сих пор частная резиденция семьи Хоуп.                                                     |
| Замок Маркл (англ. Markle Castle)             | замок                               | XIV в.         | руины         |             |                                    | Построен Хепбернами. Сожжён англичанами в 1401 и 1544 годах. По состоянию на 1588 год во владении клана Стюарт. |
| Замок Ормистон (англ. Ormiston Castle)        | рыцарская башня                     | XVI в.         | руины         |             |                                    | Изначально во владении клана Линдси, затем клана Коберн. В 1548 году сожжён Джеймсом Гамильтоном, герцогом де Шательро. В 1748 году куплен Джоном Хоупом, 2-м графом Хоуптоун.                                                                                   |
| Башня Пеншил (англ. Penshiel Grange)          | неизвестно                          | XV в.          | руины         |             |                                    | Сохранились остатки башни и внутреннего двора. Охраняется государством. |
| Башня Престон (англ. Preston Tower)           | рыцарская башня                     | XIV в.         | руины         |             | Национальный фонд Шотландии        | Сожжён Эдуардом Сеймуром, 1-м герцогом Сомерсет в 1544 году. Два верхних этажа и парапет добавлены в 1626 году. Сгорел в 1650 и 1663 году, после заброшен. Приобретён фондом в 1969 году.                                                                        |
| Замок Редхаус (англ. Redhouse Castle)         | замок                               | XVI в.         | руины         |             | Граф Уимс                          | Дугласы продали замок в 1607 году. Принадлежал Гамильтонам из Хаддингтона, которые потеряли его после восстания якобитов 1745 года. После многих лет запустения присоединён к поместью графа Уимс.                                                               |
| Замок Солткоутс (англ. Saltcoats Castle)      | замок                               | XVI в.         | руины         |             |                                    | Принадлежал Ливингстонам. В XVIII веке перешёл к Гамильтонам из Пенсейтленда. Частично разобран в 1820 году. |
| Салтон-холл (англ. Saltoun Hall)              | особняк в елизаветинском стиле      | XVI в.         | перестроен    |             | частная собственность              | Изначальный замок построен Гуго де Морвилем, констеблем Шотландии в XII веке. Во владении лордов Салтон около 400 лет (до 1643 года). Много раз перестраивался и расширялся, глобально реконструирован в 1817 году. Продан в 1960-е году и разделён на квартиры. |
| Замок Смитон (англ. Smeaton Castle)           | замок                               | XV в.          | перестроен    |             | частная собственность              | Ныне на территории семейной фермы. Сохранились следы рва. |
| Башня Стоунипат (англ. Stoneypath Tower)      | рыцарская башня                     | XVI в.         | восстановлена |             |                                    | Изначально во владении семьи Лайлс, затем последовательно переходила к Гамильтонам из Иннервика, Дугласам из Уиттингема и Сетоном. К XIX веку лежала в руинах, полностью восстановлена в XXI веке.                                                               |
| Замок Танталлон (англ. Tantallon Castle)      | замок                               | ок. 1350       | руины         |             | Historic Environment Scotland      | Построен Уильямом Дугласом, 1-м графом Дуглас. Осаждён Яковом IV в 1491 году и Яковом V 1527 году; существенно повреждён. В 1651 году разрушен, а в 1699 году продан.                                                                                            |
| Башня Транент (англ. Tranent Tower)           | рыцарская башня                     | 1542           | руины         |             |                                    | Построена Сетонами, во владении семьи Валланс с XVI до XIX века. Одно время использовалась под бараки, в XX веке сеновал. |
| Замок Уотон (англ. Waughton Castle)           | замок                               | XIV в.         | руины         |             |                                    | Построен Хепбернами. В 1547 году разграблен англичанами. В XVIII веке замок разобрали на строительный камень для коттеджей. |
| Башня Уиттингем (англ. Whittingehame Tower)   | рыцарская башня                     | XV в.          | сохранился    |             | Бальфуры из Уиттингема             | Земли куплены Дугласами у графа Марч в XIV веке. Была в собственности у кланов Сетон и Хэй, затем приобретена Бальфурами, которые до сих в ней живут. Премьер-министр Великобритании Артур Бальфур был из этой семьи.                                            |
| Замок Йестер (англ. Yester Castle)            | замок                               | до 1267        | руины         |             | частная собственность              | Изначальная крепость построена сэром Хьюго де Жиффаром, наставником юного Александра III; де Жиффар имел репутацию мага и некроманта. После войны за независимость Шотландии перестроена в замок. Под землей есть сводчатый подвал.                              |